# Suquet de peix

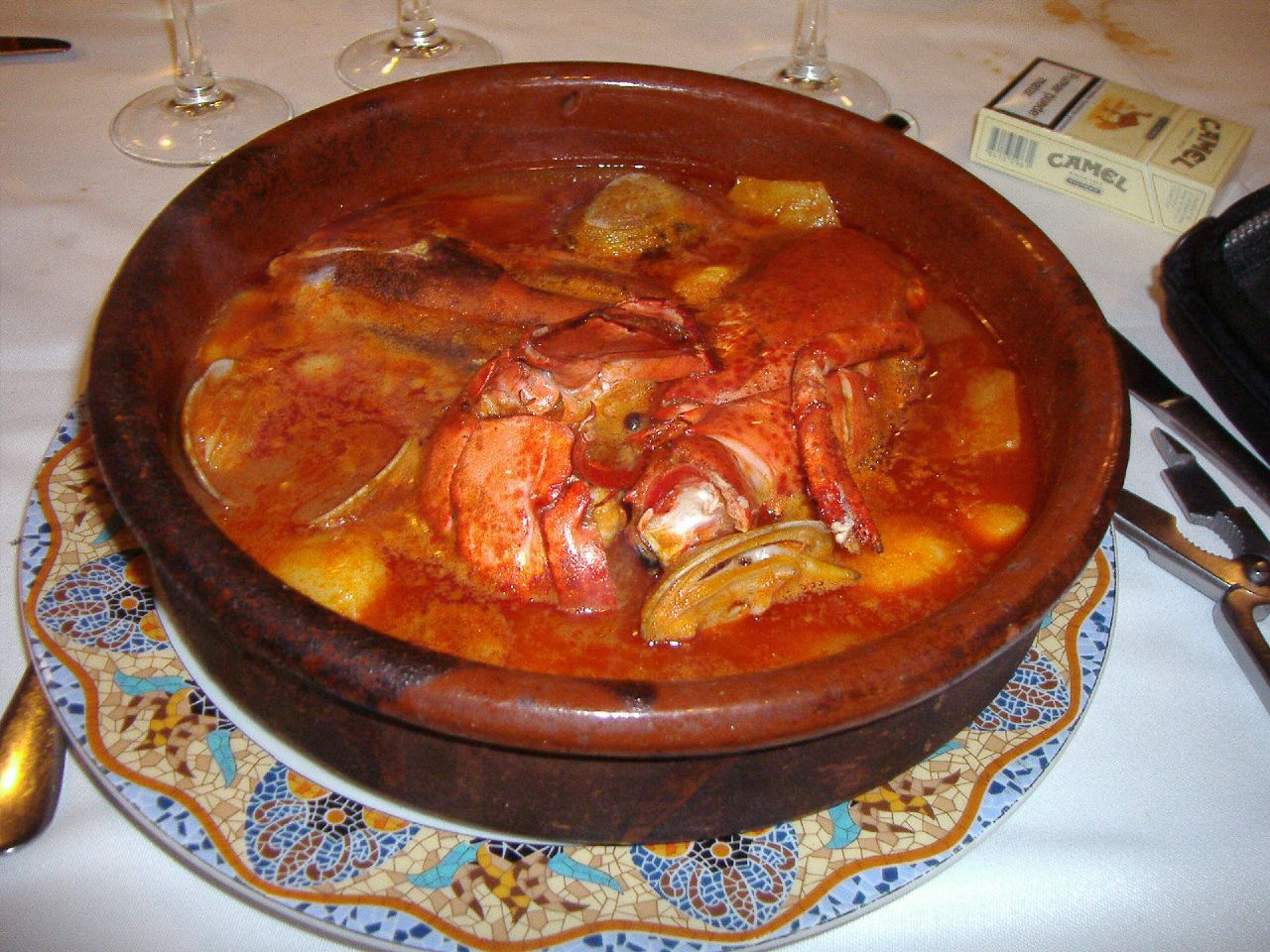
Suquet de peix amb llagostí

El suquet de peix, ocasionalment cruet de peix, és un plat fet habitualment en cassola amb trossos de diferents peixos i patata, típic de tota la zona costanera i illenca dels Països Catalans. A la Catalunya del Nord se'n diu bullinada, i a la localitat valenciana de Peníscola rep el nom de remescló.
És un plat senzill però nutritiu que elaboraven en origen els pescadors en arribar a casa després de la feina amb els peixos que havien quedat malmesos i no podrien vendre.
A la Grècia Antiga ja es feien preparacions de peix i marisc molt similars però, és clar, sense patata ni tomàquet, i les van estendre a tota la mediterrània. La majoria d'aquests països van incorporar aquests dos ingredients com a productes importants a la dieta en general i en aquesta sopa en particular, que a cada lloc ha derivat en plats molt semblants, com l'aziminu a Còrsega, la bullabessa occitana o la caldeirada portuguesa.

## Recepta

### Ingredients
Els ingredients poden variar, però es basen en trossos de peixos relativament grans com mero, daurada, escórpora fosca, rap, o anguiles en la proporció desitjada o disponible, acompanyats amb patata i un sofregit. Una característica d'aquest plat és que el peix ha de ser de carn dura. A vegades també s'hi pot afegir alguna sort de marisc.

### Preparació
Feu un brou en una olla amb els caps i espines dels peixos, al qual podeu afegir una ceba tallada a quarts, tomata o una fulla de llorer. A part, en una cassola de fang, feu un sofregit i enrossiu-hi les patates pelades i tallades a rodelles primes. Cobriu-les amb una mica de brou i coeu-les deu minuts, afegiu els peixos i acabeu de coure tot plegat. Cinc minuts abans afegiu una picada (ametlles, all i julivert, alguns afegeixen safrà, pot tenir bescuit o pa fregit, per a espessir el brou si n'hi ha massa) per a espessir el suc i donar-li gust. Es pot finir el plat amb un allioli negat. Ha de ser sucós, però no tant com una sopa.

### Variants
Si hi ha molta varietat de marisc a la barreja, hom diu que ja no és un suquet, sinó més aviat una sarsuela de peix, plat similar però sense patata. Altres plats similars són el romesco de peix de la zona de Tarragona i l'all cremat. La versió sense patata, a les balears és una caldereta.
A Occitània, la bullabessa es diferencia principalment del suquet en què es tracta més aviat d'una sopa, a la qual neden els daus de patata, que s'han bullit a part, i els peixos i mariscs. No té picada però sol contenir altres ingredients com porros, fonoll i pela de taronja. De vegades es mengen el peix i les patates a part.
A Portugal i Galícia, la caldeirada és pràcticament igual al suquet de peix, però hi conviuen versions més líquides, com una sopa, i altres més semblants al suquet, o que fins i tot es tracten de patates i peix lleugerament sucosos. Se sol acompanyar de pa torrat. Han exportat el concepte a la seva ex-colònia, Moçambic, on actualment se sol fer amb cabrit en comptes de peix.
A Turquia, el balik pilâkisi és una mena de suquet de peix que no du tomàquet al sofregit però en canvi sol afegir altres verdures (pastanaga en rodanxes) a les patates.

## Bullinada
La bullinada és un tipus de suquet o bullabessa típic de la Salanca, a la Catalunya del Nord, que difereix del suquet del sud en el fet que s'afegeixen anguiles, tanmateix sovint se'n canvia per peix o llagostí (en el primer cas és dita bullinada d'anguiles o del pescaire).
Els ingredients clàssics són rap (dit buldroi), escórpora fosca (dita escorpi m. a Cotlliure), lluerna o juliola (o subespècie o espècie semblant), lluç, sorell, etc; sagí salat un xic ranci, pebrina (bitxo), patates, i pa engradallat (fregat amb all). Sembla que per a assonar hom hi afegeixi all, safrà, farina, oli d'oliva, sal, pebre i julivert.
Segons aquest mateix vocabulari rossellonès, la bullinada d'anguiles o del pescaire es fa amb peixets de roca o crancs i patates en rodelles.